# Diecezja Dumka
Diecezja Dumka – diecezja rzymskokatolicka w Indiach. Została utworzona w 1952 z terenu archidiecezji kalkuckiej.

## Ordynariusze
- Adam Grossi † (1952–1962)
- Leo Tigga † (1962–1978)
- Telesphore Toppo (1978–1984)
- Stephen M. Tiru † (1986–1995)
- Julius Marandi, od 1997